# Tetanie
Tetanie je syndrom vyvolaný obvykle extrémně sníženou hladinou hořčíku v krvi a projevující se nedobrovolnou kontrakcí svalů. Léčba spočívá v odstranění příčiny. Příznaky tetanie jsou např. mravenčení, svědění, pálení na jazyku, rtech, prstech, chodidlech, pocit nedostatku vzduchu, křeče, křečové záchvaty, neúmyslné trhavé pohyby (tiky), dezorientace, podrážděnost, agresivita. Když nemocný reaguje zrychleným dýcháním, dochází k ještě většímu poklesu hořčíku v krvi a tím i ke zhoršení stavu. Důsledky tetanie jsou i psychického rázu. Pacienti často trpí depresemi, změnami nálad, poruchami soustředění, rozsáhlou nervozitou apod.

## Definice
Tetanie je stav zvýšené dráždivosti (hyperiritability) nervosvalového ústrojí. Je způsobena buď nedostatkem vápníku a nebo hlavně nedostatkem hořčíku (Mg). Tato choroba se projevuje buď sklonem ke křečím (tzv. latentní forma), různými křečovými stavy (tzv. manifestní forma), také však rozsáhlými křečovými záchvaty, stavy hluboké deprese, rozšířené agresivity, nervozity. Příznaky se mohou projevovat velmi dramaticky, sama o sobě ale tetanie není život ohrožující, ale může dojít k případům, kdy pacient může kvůli křečím přestávat dýchat či může dýchat příliš, v důsledku čehož vznikají poruchy acidobazické rovnováhy. Silné křeče však mohou způsobit natržení nebo jinou deformaci svalu, a tak pak může vést k trvalému poškození.

## Příznaky

### Tetanický záchvat a prostá tetanie
Tetanický záchvat může vypadat velmi dramaticky, ale není život ohrožující.
- Pocit vnitřního napětí.
- Pocit „nedodýchnutí“ (špatně se dýchá – jako by byl kámen na hrudníku, pocit nedostatku vzduchu), což pacienti kompenzují zrychleným dýcháním (čímž se stav paradoxně prohlubuje! – viz respirační alkalóza).
- Brněním jazyka a konců rukou (konečky prstů), pocit ztíženého čití (cítění) na rukou, pocit slabosti končetin (na rozdíl od cévní mozkové příhody, jde zde o slabost všech končetin a ne jen jednostranných končetin).
- Xerostomie - suchost v ústech.
- Bolesti u srdce (nezávislé na námaze).
- Bolesti hlavy (křeč hladkého svalstva cév).
- Neurastenické příznaky jako podrážděnost, únava, poruchy soustředění, bolesti hlavy, závratě, přecitlivělost na hluk, atd..
- Pocit stažení a bolestí kolem žaludku.
- Noční křeče lýtek (crampi).

### Manifestní tetanie
V případě manifestní tetanie se setkáváme s bolestivými svalovými křečemi (obličeje, rukou, nohou), patří sem:
- Porodnická ruka - je to křečovité postavení ruky (jiný název: špetkové postavení ruky). Prsty jsou křečovitě natažené, palec a malíček jsou pod prostředními třemi prsty (ruka tvoří „špetku“). Porodnická ruka se objevuje spontánně nebo ji lze vyvolat jako Trousseauův příznak (viz obrázek http://www.zbynekmlcoch.cz/informace/medicina/neurologie-nemoci-vysetreni/latentni-tetanie-lecba-priznaky-priciny-vysetreni-pojem-porodnicka-ruka Archivováno 17. 8. 2012 na Wayback Machine. ).
- Karpopedální spasmy - křečovité ohnutí zápěstí a natažení nohou (flexe aker horních a dolních končetin).
- Pocit stažení kolem úst (rybí ústa).
- Laryngeální spasmus – pocit stažení hrdla (globus hystericus), potíže při polykání.

Záchvat trvá minuty až hodiny a může u něj vzácněji dojít i ke ztrátě vědomí. To může vést k podezření na epileptický záchvat (na rozdíl od epiparoxu jsou nejdříve parestezie a tonické spasmy – pacient si je uvědomuje, nejsou nepříjemné, bolestivé, pak event. ztráta vědomí).
Mezi příznaky nedostatku hořčíku patří také nespavost, úzkost, únava (pocit jakoby bez energie).

## Příčiny
Stimulem ke vzniku tetanie může být nízká hladina volného krevního vápníku (hypokalcemie), např. při nedostatečnosti příštítných tělísek (hypoparatyreóza), nedostatku vitaminu D nebo při hlubokém a déle trvajícím rychlém dýchání v klidu (tzv. hyperventilaci, která vede následně k respirační alkalóze). Podle toho se tetanie dělí.

## Dělení

### Metabolická tetanie
V popředí je hypokalcémie (u hypoparatyreózy, poruch vstřebávání vápníku) nebo alkalózu (při zvracení, většímu přívodu alkálií, intoxikacích).
Dnes se za nejvýznamnější udává deficit hořčíku.

### Neurogenní tetanie
Též označována jako spazmofilie. Vyskytuje se nejčastěji jako funkční porucha (vegetativně labilní jedinci, snížená adaptace na zátěžové situace a stres, hyperventilace při psychické nebo fyzické zátěži). I při těchto funkčních poruchách se sekundárně uplatňují metabolické vlivy (hlavně nedostatek hořčíku, respirační alkalóza při hyperventilaci, aj.).

## Důvody nedostatku hořčíku v těle – ovlivnění léky
Také některé léky nepříznivě ovlivňují metabolizmus hořčíku a vedou k jeho záporné bilanci. Jsou to diuretika (zároveň s nedostatkem draslíku), také srdeční glykosidy, laxantia, sulfonamidy, kortikosteroidy, zvláště jsou-li tyto léky dlouhodobě užívány, dále také hladovění a redukční diety se mohou podílet na vzniku nedostatku hořčíku.
Jsou známy studie, kdy při zvláště chronické stresové situaci uvolněním katecholaminů dochází ke zvýšenému vylučování hořčíku močí, k následné hypomagnezémii a ta vede k projevům tetanické ataky. Tak se mohou psychogenní příčiny konvertovat na biochemické.

## Incidence
Incidence onemocnění je značná, tito nemocní patří do pravidelného kontingentu obvodních lékařů, ale také interních, neurologických, psychiatrických a i jiných ambulancí, tak to odpovídá povaze potíží v jednotlivých případech. Od roku 1975 pozorujeme neustálý nárůst počtu těchto nemocných ovšem také z důvodů zlepšení diagnostických kritérií, zvláště zavedením rutinního elektromyografického (EMG) a biochemického vyšetření hladin Mg v krvi. Častěji jsou postiženy ženy než muži, vždy však jde o mladé jedince nejčastěji mezi 20–30 lety věku.